# Arrondissement de Sarrebourg
L'arrondissement de Sarrebourg est une ancienne division administrative française du département de la Moselle.
Cet arrondissement a été fusionné avec celui de Château-Salins le 1er janvier 2016, formant ainsi l'arrondissement de Sarrebourg-Château-Salins.

## Composition
De mars à décembre 2015, l'arrondissement de Sarrebourg était composé de deux cantons :
- canton de Phalsbourg ;
- canton de Sarrebourg.

De décembre 1801 (17 frimaire an X) à 2015, l'arrondissement de Sarrebourg était composé de cinq cantons :
- canton de Fénétrange ;
- canton de Lorquin ;
- canton de Phalsbourg ;
- canton de Réchicourt-le-Château ;
- canton de Sarrebourg.

## Histoire
La loi du 28 pluviôse an VIII (17 février 1800) et l'arrêté des consuls du 17 ventôse (8 mars) créèrent l'arrondissement de Sarrebourg, formé de 10 cantons ayant appartenu au district de ce nom et à ceux de Blâmont et de Dieuze, à savoir : Sarrebourg, Cirey, Fénétrange (au lieu de Berthelming), Fribourg (avec portion des cantons d'Alleville et d'Angviller), Lixheim, Lorquin, Niderviller, Phalsbourg, Réchicourt-le-Château et Walscheid. Certains de ces  cantons seront ensuite fusionnés par la loi du 8 pluviôse an IX (28 janvier 1801).
Jusqu'en 1871, l'arrondissement faisait partie du département de la Meurthe. Les communes du canton de Lorquin restées françaises ont été transférées à l'arrondissement de Lunéville.
Le 1er janvier 2015, les arrondissements de Sarrebourg et de Château-Salins ont été jumelés, puis fusionnés le 1er janvier 2016.

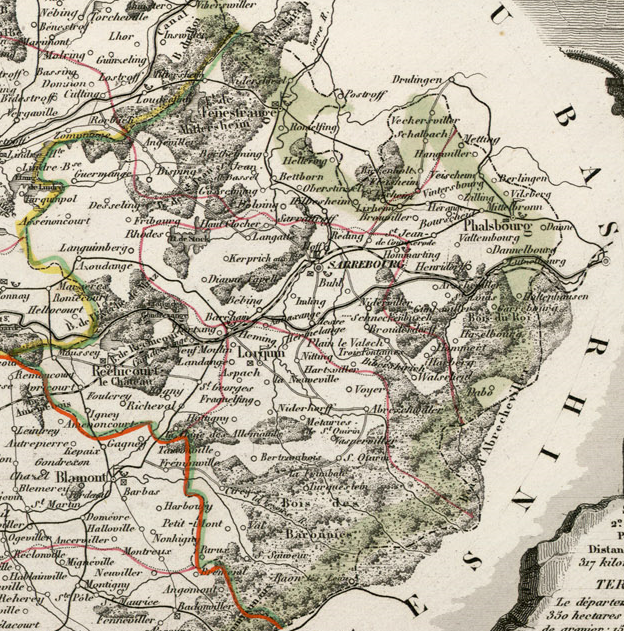
L'arrondissement de Sarrebourg avant 1871.
Situation de l'arrondissement dans le département de la Moselle de 1918 à 2014.
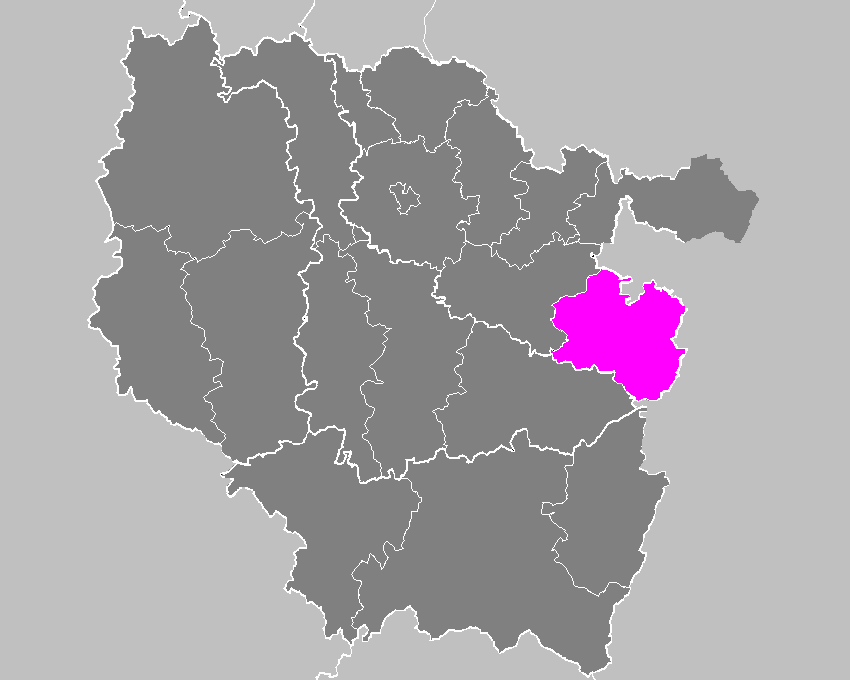
Situation de l'arrondissement dans la région Lorraine avant 2015.